# Brett Dutton
Brett Allan Dutton (nascido em 18 de novembro de 1966) é um ex-ciclista australiano. Nos Jogos Olímpicos de 1988 ele conquistou a medalha de bronze na prova de perseguição por equipes.